# Sony Xperia 1 VI
Sony Xperia 1 VI（讀作：Sony Xperia One Mark Six），是索尼的Xperia 1系列智慧型手機產品。這款手機於2024年5月15日發布，搭載高通驍龍8 Gen 3晶片組和高通驍龍X75數據機。這款手機的顯示屏寬高比為19.5：9，具有FHD+分辨率，而之前的型號則為21：9和4K顯示屏，並且配備了升級版攝像頭。
這款手機沒有在美國和中國大陸上市。

## 外部連結
- Xperia 1 VI | 長焦鏡頭與長效電池續航力智慧型手機 | 台灣索尼